# QCad

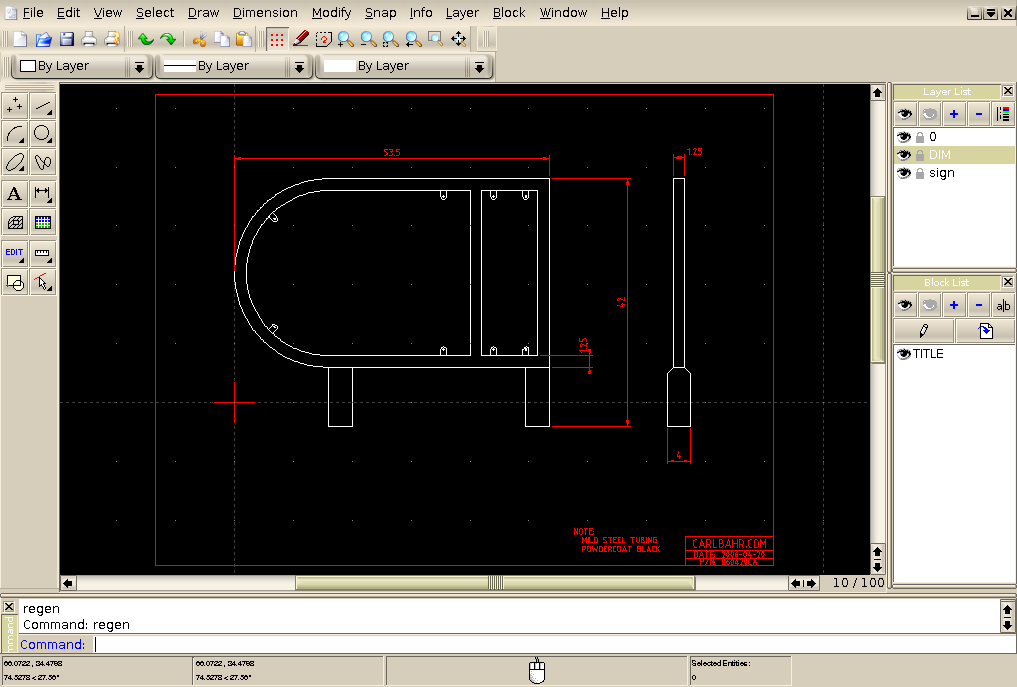
QCAD's interface

QCad是一个用于二维设计及绘图的计算机辅助设计（computer-aided design, CAD）软件，支持Linux、Mac OS X、Unix及Microsoft Windows操作系统。Qcad的社区版功能要比完全版稍少，但它是使用GPL协议发布。对于一些Linux平台也有预编译的包可以使用，如Debian。
QCad由RibbonSoft从1999年10月开始开发，代码基础是CAM Expert。而QCad 2的开发则始于2002年5月。
QCad使用了很多和AutoCAD相似的接口及概念。QCad支持AutoCAD DXF文件格式的读写，并可以导入或导出位图。
QCad在KDE平台有一个修改版本，称为KDE辅助设计（KDE aided design, KAD）。